# Трофимовский сельсовет (Нижегородская область)
Трофимовский сельсовет — сельское поселение в Лысковском районе Нижегородской области.
Административный центр — село Трофимово.

## История
Статус и границы сельского поселения установлены Законом Нижегородской области от 15 июня 2004 года № 60-З «О наделении муниципальных образований - городов, рабочих посёлков и сельсоветов Нижегородской области статусом городского, сельского поселения».

## Население
| 2002  | 2010  | 2012  | 2013  | 2014  | 2015  | 2016  |
| ----- | ----- | ----- | ----- | ----- | ----- | ----- |
| 2671  | ↘2669 | ↗2679 | ↗2717 | ↗2723 | ↘2709 | ↘2679 |
| 2017  | 2018  | 2019  | 2020  |       |       |       |
| ↘2675 | ↘2639 | ↘2615 | ↘2567 |       |       |       |

## Состав сельского поселения
| № | Населённый пункт | Тип населённого пункта       | Население |
| - | ---------------- | ---------------------------- | --------- |
| 1 | Исады            | село                         | ↘13       |
| 2 | Лысая Гора       | деревня                      | ↗255      |
| 3 | Неверово         | деревня                      | ↗788      |
| 4 | Окишино          | село                         | ↘124      |
| 5 | Трофимово        | село, административный центр | ↘1362     |
| 6 | Ушаковка         | деревня                      | →127      |
| 7 | Яблонка          | деревня                      | →0        |